# John Banister
John Banister ( 1650 – mayo 1692) fue un clérigo, naturalista inglés, y uno de los primeros universitarios entrenados en Historia natural en Norteamérica. Su principal objetivo fue la botánica, y también estudió insectos y moluscos.
Durante sus estudios, descubrió al visitar el Jardín botánico de Oxford su interés por la botánica, y comenzó asistiendo a las conferencias de Robert Morison. Morison, quien quedó impresionado por sus habilidades, convenció a Henry Compton para enviarlo a Oxford y luego a Londres, en nombre de la Iglesia Anglicana.
Estuvo en Barbados y Granada, llegando antes de la Navidad de 1677, y luego emigró a Virginia, donde tomó posesión de su cargo como pastor en 1678. Allí publicó muchos artículos sobre la Historia Natural de Virginia. Falleció de una herida de bala, mientras exploraba el río Roanoke; y no quedó claro si fue asesinado o fue un accidente. Banister estaba casado y tenía un hijo.
Sus libros y sus colecciones fueron adquiridas después de su muerte por Hans Sloane.
Recogió plantas notables, llevando a su obispo Henry Compton, en Inglaterra incluyendo Abies balsamea, Acer negundo, Gleditsia triacanthos, liquidambar: Liquidambar styraciflua, Quercus coccinea, magnolia: Magnolia virginiana.

## Obras
Describió unas 340 especies de plantas, y por lo tanto tuvo influencia en las siguientes obras:
- Martin Lister: Historia conchyliorum. 1686-1688
- John Ray: Historia plantarum. tomo 2, 1688 y el 3 en 1704
- Leonard Plukenet: Phytographia. 1691-1705
- Robert Morison: Plantarum historiae. tomo 3, 1699

## Honores

### Epónimos
Banister fue conmemorado por el genial Linneo, quien puso el epónimo Banisteria L. a un género de Malpighiaceae. Banisteriopsis C.B.Rob. también refiere a Banister; y los dos géneros están muy vinculados y a veces se fusionan bajo el nombre más antiguo Banisteria.
- La abreviatura «Banister» se emplea para indicar a John Banister como autoridad en la descripción y clasificación científica de los vegetales.[4]